# Jankov (okres Pelhřimov)
Jankov (německy Jankau) je obec v okrese Pelhřimov v Kraji Vysočina. Žije v něm 44 obyvatel, čímž se Jankov řadí mezi obce v Česku s nejnižším počtem obyvatel. Jihozápadně od Jankova pramení Jankovský potok, který bývá označován jako jeden z pramenů řeky Želivky.

## Historie
První písemná zmínka o vesnici villa Jankow ad Polna pertinens pochází z roku 1242. Farní příslušnost je doložena k roku 1375.

## Pamětihodnosti
- Hraniční kámen, směrem na Milíčov
- Do správního území obce zasahuje část přírodní rezervace Prameniště Jankovského potoka.

## Galerie

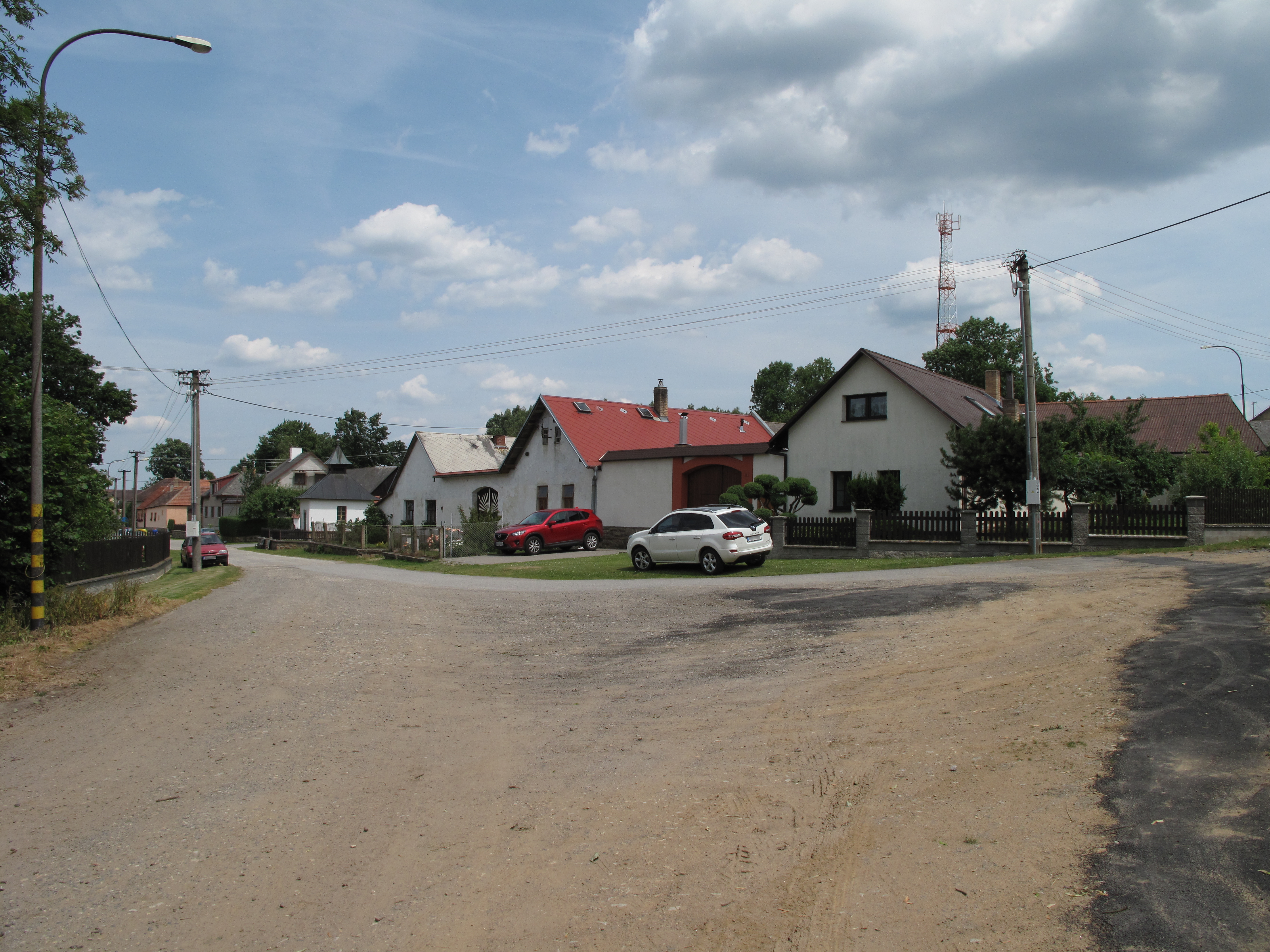
Náves
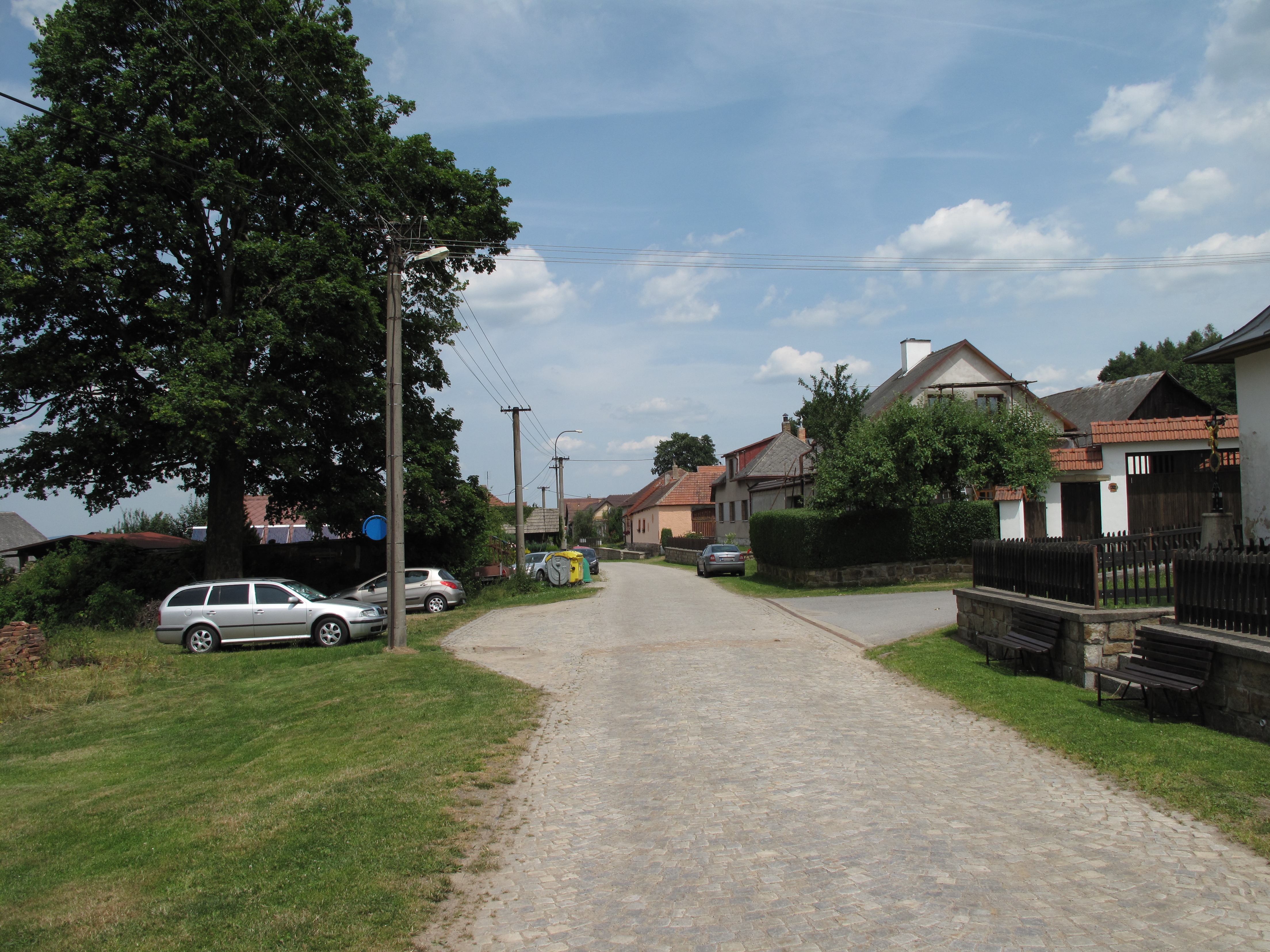
Ulice